# Katja Primel
Katja Primel (* 18. Juni 1972 in Berlin) ist eine deutsche Hörspiel- und Synchronsprecherin. Im Abspann einiger Filme und auf einigen Hörspielkassetten wurde sie auch unter dem Pseudonym Kay Primel aufgeführt.

## Synchronrollen (Auswahl)
Zu Katja Primels Hörspielrollen gehört unter anderem der Otto aus Benjamin Blümchen, den sie seit Folge 34 spricht. Schon davor hatte sie einige Nebenrollen gesprochen. In der deutschen Fassung von Taran und der Zauberkessel sprach Katja Primel die Rolle der Prinzessin Eilonwy. In weiteren kleinen Produktionen wurde sie als Synchronsprecherin, beispielsweise für Animes, eingesetzt.

### Filme
- 1995: Die Andere Mutter – Halle Berry als Khaila Richards
- 1995: Das Empire Team – Liv Tyler als Corey Mason
- 1996: Der Club der Teufelinnen – Jennifer Dundas als Chris Paradis
- 1997: Wer hat Angst vor Jackie–O.? – Rachael Leigh Cook als Jackie Onassis (jung)
- 1999: Drive Me Crazy – Susan May Pratt als Alicia DeGasario
- 1999: Sleepy Hollow – Christina Ricci als Katrina Anne van Tassel
- 2002: Das Idol – Leelee Sobieski als Sarah Silver

### Fernsehserien
- 1995: Clarissa – Melissa Joan Hart als Clarissa Darling
- 2006: Teen Titans – Tara Strong als Raven
- 2008: Ghost Whisperer – Stimmen aus dem Jenseits – Lindsey Broad als Lucy Benjamin
- 2008: Ouran High School Host Club – Maaya Sakamoto als Haruhi Fujioka
- 2009: Ghost Whisperer – Stimmen aus dem Jenseits – Amanda Schull als Emily Harris
- 2009–2010: Lost – Rebecca Mader als Charlotte Lewis
- seit 2013: Teen Titans Go! – Tara Strong als Raven

### Hörspiele
- seit 1984: Benjamin Blümchen als Otto (ab Folge 34)
- 1990: Wendy als Petra Helmer (Folge 9)